# 33 př. n. l.

## Úmrtí
- Tiberius Claudius Nero, římský politik (* 85 př. n. l.)

## Hlavy států
- Parthská říše – Fraatés IV. (38 – 2 př. n. l.)
- Egypt – Ptolemaios XV. Kaisarion Filopatór Filométor (44 – 30 př. n. l.)
- Čína – Juan-ti (dynastie Západní Chan)